# موانگای دوم، بوگاندا
موانگای دوم، بوگاندا (انگلیسی: Mwanga II of Buganda؛ 1868 – ۱۹۰۳ (۳۴−۳۵ سال)) کاباکای بوگاندا (شاه) اهل اوگاندا بود.